# 東陵高等学校
東陵高等学校（とうりょうこうとうがっこう、英: Toryo High School）は、宮城県気仙沼市大峠山に所在する私立高等学校。設置者は学校法人東陵学園。

## 概要
1983年（昭和58年）2月2日に創立された、全日制の私立高校である。硬式野球、バレーボール、硬式テニス、剣道、アーチェリーの強豪校である。また、校内体育大会や校内マラソン大会、校内武道大会など体育系のイベントも毎年行われている。

## 沿革
- 1983年（昭和58年） - 東陵高等学校設立許可。
- 1984年（昭和59年） - 寄宿舎「青雲寮」落成。
- 1987年（昭和62年） - 新野球場建設工事竣工（市内牧沢地区）。
- 1994年（平成06年） - 特別進学コース設置。
- 2015年（平成27年） - 寄宿舎「礼和寮」落成。
- 2021年（令和03年） - 開校以来初めて修学旅行で沖縄を訪問。

## 設置コース

### 全日制課程
普通科。

#### 特別進学コース
国公立大・難関私立大学への現役合格を目指す。毎日7時限授業の実施、毎週土曜日の授業の実施など、さまざまな学習機会を設けて真の実力を養成する。

#### 総合進学コース
大学・短大・専門学校への進学、公務員試験や就職にも幅広く対応できる。

## 部活動

### 運動部
- 硬式野球部
- 男子バレーボール部
- 女子バレーボール部
- 男子硬式テニス部
- 女子硬式テニス部
- 男子剣道部
- 女子剣道部
- アーチェリー部
- 男子サッカー部
- 陸上競技部
- 卓球部
- ボウリング部

### 文化部
- 書道部
- 新聞部
- 家庭部
- 吹奏楽部
- 科学部
- 美術部
- ダンス部

硬式野球部は、1988年夏（第70回）に宮城県代表として出場。2014年春（第86回）にも出場。
アーチェリー部は何度もインターハイに出場している。
剣道部は数々の大会で優勝、または入賞している。
硬式テニス部は、全国大会の常連である。男子は、1998年度から2007年度まで10年連続でインターハイに出場している。モットーは「ひたむきな者は必ず花開く」「自分に勝てない者は人には絶対に勝てない」。

## 学校生活

### 年間行事
4月 ‐ 入学式
5月 ‐ 進路ガイダンス
6月 ‐ 校内体育大会
7月 ‐ オープンスクール・東陵祭
11月 ‐ 校内マラソン大会・修学旅行
1月 ‐ 早朝寒稽古・校内武道大会
3月 ‐ 卒業証書授与式

### 修学旅行
海外コース（カナダ・ホームステイ2泊込み）と国内コース（大阪・京都・奈良）の2コースから選択する。

### 寮
- 青雲寮
- 剣志寮
- 礼和寮
- 女子寮

青雲寮1階には食堂があり、食券を購入すれば寮生以外も利用することができる。

## アクセス

### 所在地
〒988-0812 宮城県気仙沼市大峠山1番地1
- 東日本旅客鉄道（JR東日本）大船渡線BRT 八幡大橋（東陵高校）駅から徒歩約5分。
- 宮城交通（御崎・大沢行）、岩手県交通（特急バス大船渡行）「東陵高校入口」停留所から徒歩約3分。

校地は大峠山にあり、生徒は長い上り坂を上って登校する。バイクの免許取得は原則禁止。また、自転車に乗って坂を下ることは禁止されている。
- スクールバス（無料）が東陵高校‐志津川ベイサイドアリーナ間で運行されている。

### 野球場
〒988-0171 宮城県気仙沼市赤岩牧沢 東陵高校野球場

## 関連人物

### 卒業生
スポーツ界
- 井上純（元プロ野球選手）
- 相原和友（元プロ野球選手）[1]
- 熊谷太雅 (プロ野球選手)
- 佐藤柳之介 (プロ野球選手)